# Bob Walthour sr.
Robert 'Bob' Walthour sr. (Atlanta (Georgia), 1 januari 1878 – Boston (Massachusetts), 3 september 1949) was een Amerikaans wielrenner, die professional was tussen 1896 en 1916.
Walthour debuteerde als sprinter, werd later een uitmuntend stayer (tweemaal wereldkampioen) en een sterk zesdaagserenner, die ook veel in Europa reed. Hij maakte tijdens de Eerste Wereldoorlog deel uit van het Amerikaans expeditiekorps.
In de jaren dertig was zijn zoon Robert Walthour jr. ook een succesvol baanrenner.

## Belangrijkste overwinningen
1896
- Zesdaagse van Boston

1901
- Zesdaagse van New York; + Archie McEachern

1903
- Zesdaagse van New York; + Ben Munroe

1904
- Wereldkampioenschap Baan, Halve Fond, Elite

1905
- Wereldkampioenschap Baan, Halve Fond, Elite